# Petróleo!
Oil! (Petróleo em Portugal; sem publicações no Brasil) é um romance de Upton Sinclair publicado em 1927. O livro foi escrito no contexto do Escândalo de Teapot Dome da administração de Warren G. Harding, 29º presidente dos Estados Unidos, e se passa na Califórnia do Sul. É uma sátira social e política desenvolvida através das fraquezas de todos os seus personagens.
O personagem principal é James Arnold Ross Jr., apelidado de Bunny, filho de um magnata do petróleo. O sentimento solidário de Bunny aos trabalhadores dos campos de petróleo e aos socialistas provoca altercações com seu pai ao longo da história.

## Base
O livro é vagamente baseado na vida de Edward L. Doheny (e na empresa que eu co-fundei Pan American Petroleum & Transport Company, cujos ativos na Califórnia se tornaram Pan American Western Petroleum Company), e também a aliança estratégica Union-Independent Producers Agency, um consórcio criado em 1910 para levar petróleo por oleoduto do condado de Kern até as instalações da costa do Pacífico da  Union Oil Company em Port Harford (agora chamado Port San Luis apenas oeste de  Avila Beach).
Existem numerosos paralelos entre o cenário de abertura do romance, Beach City, e a cidade de Huntington Beach. Huntington Beach foi originalmente chamada de "Pacific City", para a qual Beach City é um jogo dos dois nomes. O romance afirma que a área tinha nomes de ruas como "Telegraph" e "Beach City Blvd". A Telegraph Road seria a última rua atravessada antes de sair da Beach Blvd na cidade de Buena Park para viajar para o sul até Huntington Beach. James Arnold Ross e Bunny ficam em um hotel no cruzamento da Beach City Blvd e Coast Drive, semelhante à Beach Blvd e o que mais tarde se desenvolveria na Pacific Coast Highway, onde um hotel e um resort aquático já residiram no início do século XX. No romance, Beach City é coberto de beterraba e repolho. Huntington Beach historicamente estava coberto de beterraba e aipo. No romance, o campo de petróleo primário encontrado está em "Prospect Hill". Os primeiros poços de petróleo confirmados em Huntington Beach foram localizados em uma série de penhascos.
O personagem de Eli Watkins é vagamente baseado no famoso evangelista Aimee McPherson.

## Personagens principais
James Arnold Ross, frequentemente referido como “Pai” (“Dad”, no original em inglês) no romance, é um milionário do petróleo que venceu na vida pelo próprio esforço.

James Arnold "Bunny" Ross Jr., o protagonista, é o filho de James Arnold Ross e também a mente através da qual acompanhamos a trama. É autoconsciente, mas ignorante quanto aos conhecimentos mundanos.

Paul Watkins, um filho de fazendeiro que foge de casa, é tutelado por um homem de pensamento livre e se torna um advogado em prol dos direitos dos trabalhadores. Após passar um tempo na Sibéria depois da II Guerra Mundial, ele passa a simpatizar com o bolchevismo e se torna comunista.

## Trama
O livro é dividido em vinte e um capítulos com títulos, que são então subdivididos em pequenas partes numeradas.
1. “O trajeto” – Bunny e Pai são apresentados ao leitor enquanto viajam, num carro dirigido por Pai, pelo deserto da Califórnia do Sul para um encontro com donos de algumas propriedades de petróleo.
2. “O Arrendamento” – Pai encontra donos dos terrenos residenciais para discutir um arrendamento de petróleo; o proprietário está vivendo um desesperador impasse sobre como as propriedades e rendimento devem ser divididos; o personagem Paul Watkins é apresentado.
3. “A Perfuração” – Detalhes do negócio de perfuração do solo para exploração de petróleo; e detalhes da família Ross.
4. “O Rancho” – Pai e Bunny vão caçar codornizes no rancho de bode Paradise, propriedade da família Watkins, e encontram petróleo.
5. “A Revelação” – Sob a insistência de Bunny, Pai tenta impedir o Velho Watkins de bater em sua filha mais velha Ruth; Pai tenta convencê-los de que ele recebeu uma “terceira revelação”, que proíbe pais de bater em suas crianças (dentre outras coisas), mas o tiro sai pela culatra quando Eli Watkins, o irmão mais jovem de Paul, interpõe-se na discussão e alega que foi ELE quem recebeu a revelação.
6. “O Gato-selvagem” – A exploração dos solos petrolíferos inicia-se no campo de Paradise; Bunny começa a perceber que os métodos do negócio de seu pai não são inteiramente éticos; um trabalhador da exploração morre acidentalmente, e o poço de petróleo explode e se incendeia.
7. “A Greve” – Os trabalhadores do poço de petróleo entram em greve, e Bunny fica dividido entre a lealdade ao pai e sua amizade com Paul e Ruth Watkins.
8. “A Guerra” – Bunny inicia no ensino médio um romance com Eunice Hoyt, filha de uma família abastada; a I Guerra Mundial estoura, Paul é recrutado, e a família Ross e a família Watkins são divididas.
9. “A Vitória” – A I Guerra Mundial termina, mas Paul permance na Sibéria com as forças aliadas se opondo aos soviéticos; Bunny decidi entrar para a universidade após o ensino médio.
10. “A universidade” – Bunny se inscreve na Southern Pacific University, onde seus ideais de justiça social se desenvolvem mais, ao passo que ele conhece professores de pensamento livre tais como Dan Irving.
11. “Os Rebeldes” – Bunny envolve-se crescentemente com vários estudantes socialistas e radicais, incluindo Rachel Menzies, contra o segundo plano do Terror Vermelho.
12. “A Sirene” – Uma socialite Madura tenta seduzir Bunny em seu iate.
13. “O Mosteiro” – Bunny acompanha Pai até o Mosteiro, a mansão à beira-mar de seu sócio nos negócios Vernon Roscoe.
14. “A Estrela” – Bunny inicia um romance com Viola (“Vee”) Tracy, uma estrela taciturna dos cinemas; ela o ama profundamente, mas não compartilha de suas visões políticas.
15. “As Férias” – Bunny retorna ao leste com Vee e Pai, oficialmente para tartar de alguns assuntos de negócios, mas na realidade de forma que Roscoe possa estar livre para iniciar um movimento dos trabalhadores do petróleo.
16. “O Lucro” – Pai consegue um grande e súbito lucro ao se juntar às grandes empresas de petróleo, mas perde sua independência; Bertie, a socialite mimada que agora é companheira de Bunny, sofre um aborto.
17. “A Descoberta” – O suborno ocorrido nas transações da reserve naval de petróleo durante a administração de Harding é revelado por jornalistas radicais, incluindo Dan Irving; Bunny expõe sua ideia de fugir e ganhar seu próprio caminho no mundo para seu Pai, que está confuso e machucado, mas não nega ajuda.
18. “O Voo” – Roscoe e Pai são forçados a fugir para o Canada e depois para a Europa (acompanhados de Bunny), para evitar receberem intimação do congresso por terem ligação com o escândalo da reserva naval de petróleo.
19. “A Penalidade” – Pai conhece a Sra. Olivier, uma viúva espiritualista com quem se casa, mas ela logo falece por pneumonia.
20. “A Dedicatória” – Bunny decide dedicar sua vida e sua herança à justiça social; Roscoe se muda para tomar controle do patrimônio vasto de Pai.
21. “A Lua-de-mel” – Bunny e Bertie perdem a maior parte de sua herança por fraude de Roscoe e da viúva de Pai; Bunny casa-se com Rachel Menzies e eles se dedicam a erigir uma instituição socialista de aprendizado. Eli Watkins, agora um evangelista de sucesso (e completamente hipócrita), eleva sua malícia e seus insultos ao alegar falsamente que seu irmão comunista Paul converteu-se ao Cristianismo em seu leito de morte; o fim triste de Paul e Ruth Watkins.

## Adaptações
Em 26 de dezembro de 2007, um filme muito vagamente baseado no romance foi lançado sob o título There Will Be Blood (Sangue Negro no Brasil; Haverá Sangue, em Portugal), dirigido por Paul Thomas Anderson. Ao contrário da novela, There Will Be Blood é focado no pai, sendo seu filho apenas personagem secundário. Paul Thomas Anderson também alegou que ele só incorporou as primeiras 150 páginas do livro em seu filme.